# گائل مورل
گائل مورِل (فرانسوی: Gaël Morel‎؛ زادهٔ ۲۵ سپتامبر ۱۹۷۲) هنرپیشه، کارگردان و فیلم‌نامه‌نویس اهل فرانسه است. او از سال ۱۹۹۴ میلادی تاکنون مشغول فعالیت بوده‌است.
از فیلم‌هایی در آن نقش داشته می‌توان به ترانه‌های عاشقانه و نیزار وحشی اشاره کرد.